# Eberhard Werdin
Eberhard Werdin (Spenge, Noordrijn-Westfalen, 19 oktober 1911 – Weilheim in Oberbayern, Beieren, 25 mei 1991) was een Duits componist en muziekpedagoog.

## Levensloop
Werdin begon zijn studies aan de Pedagogische Academie te Hannover, waar hij twee jaren studeerde. Gedurende deze periode begon hij ook met zijn compositiestudies. Aansluitend vertrok hij naar Bielefeld, waar hij leerling van de Oostenrijkse componist Otto Siegl werd. Tegelijkertijd leerde hij aan een basisschool in zijn geboortestad Spenge. Uiteindelijk wisselt hij aan de Rheinische Musikhochschule te Keulen, waar hij schoolmuziek bij Philipp Jarnach studeerde.
Na zijn diploma werd hij leraar aan het Carl-Duisberg-Gymnasium te Leverkusen. Vanaf 1952 was hij directeur van de Städtische Musikschule Leverkusen en van 1955 tot 1969 doceerde hij aan het Robert-Schumann-Conservatorium te Düsseldorf. In 1973 werd hij tot professor benoemd en in 1986 werd hij met het Bundesverdienstkreuz 1e klasse onderscheiden.
Als componist schreef hij toneelmuziek, werken voor schoolorkesten en professionele orkesten, koor- en kamermuziek, vooral voor koperblazers. Verder is hij auteur van verschillende boekjes over het aspecten van de muzikale opleiding.
Hij overleed op 25 mei 1991 in het Beierse Weilheim en werd in zijn geboortestad Spenge begraven.

## Composities (Selectie)

### Werken voor orkest
- 1953 Tanzsuite, voor strijkorkest en twee fluiten, op. 36
- 1956 Festliche Musik, voor twee instrumentale koren (strijkers, en twee trompetten en twee trombones), op. 46
- 1961 Promenade, rhapsodisch voorspel voor groot orkest, op. 61
- 1964 Kleines Konzert (klein concert), voor twee trompetten, pauken en strijkorkest, op. 70
- 1968 Suite, voor groot orkest, op. 80
  1. Marsch
  2. Chaconne
  3. Rundtanz
  4. Zwiefacher
  5. Ragtime
  6. Variationen
- 1969 Concertino, voor fluit, gitaar en strijkorkest, op. 83
- 1973/1974 Konzertante Musik, voor solo viool en strijkorkest, op. 100
- 1981 Konzertstück, voor altsaxofoon en strijkorkest, op. 123
- Balletto, voor orkest
- Musikalische Reisebilder, voor strijkers, piano, blokfluit en gemengd koor ad. lib.

### Missen, cantates en gewijde muziek
- 1951 Musikantenkantate, voor gemengd koor en strijkorkest naar gedichten uit "Der Knaben Wunderhorn", op. 31
- 1954 Mensch, werde wesentlich, cantate voor een feestelijkheid, voor zangstemmen en instrumenten op teksten van Angelus Silesius en een gedicht van Werner Bergengruen, op. 40
- 1954 Psalm, naar Friedrich Gottlieb Klopstock, voor mannenkoor, bovenstemmenkoor, solo bariton en vijf koperblazers, op. 42
- 1955 Veni redemptor gentium, cantate voor Advent voor gemengd koor en instrumenten, op. 44
- 1957 Bauernkalender, scenische cantate naar gedichten van Josef Weinheber
- 1965 Kindermesse, voor 1-3-stemmig koor en instrumenten, op. 73
  1. Kyrie
  2. Gloria
  3. Credo
  4. Sanctus
  5. Agnus Dei
- 1969 König Midas", uit de metamorfoses van Ovid voor gemengd koor, solo bariton, spreker, twee piano's en slagwerk, op. 82
- 1974 Die Musikstunde, scenische cantate, op. 99
- 1976 Sonnengesang des Franziskus von Assisi, voor gelijke of gemengde stemmen, strijkers (of blokfluiten), klokkenspel, metallofoon, koperblazers, orgel of piano ad lib, op. 107

### Muziektheater

#### Voor amateurs en schoolensembles
- 1947 Des Kaisers neue Kleider (De nieuwe kleren van de keizer), naar het sprookje van Hans Christian Andersen, op. 20
- 1950 Die Wunderuhr, naar het sprookje van Hans Christian Andersen, op. 28
- 1951 Der Fischer und sine Fru (De visser en zijn vrouw), op. 30
- 1952 Rumpelstielzchen, naar het sprookje van de broeders Grimm, op. 35
- 1958 Der Rattenfänger, jeugdopera naar de Saga "Der Rattenfänger von Hameln", op. 53
- 1959/1972 Der König und sein Floh, op. 56

#### Voor kinderen
- 1954 Die Heinzelmännchen, naar het gedicht van August Kopisch, op. 39
- 1963 Das Märchen von den tanzenden Schweinen (Het sprookje van de dansende varkens), op. 67
- 1968 Zirkus Troll, op. 81

### Werken voor koor
- 1950 Drei gemischte Chöre, op. 24
  1. Kum Geselle min
  2. Du bist min
  3. Springen wir den Reigen
- 1950 Drei Frauenchöre, op. 26
- 1953 Zwei Trinklieder, voor mannenkoor en piano vierhandig, op. 37

### Kamermuziek
- 1957 Suite, voor koperblazers (3 trompetten en 2 trombones)
- 1960 Europäische Tanzweisen, voor koperblazers en houtblazers ad. lib., op. 60
- 1965 Vier Miniaturen, voor drie gitaren, op. 72
- 1972 Russische Suite, voor koperblazers en houtblazers ad. lib., op.95 no. 2
- 1973 Serenade, voor vijf koperblazers, op. 97

### Werken voor piano
- 1950 Slawische Tanzvariationen, voor piano vierhandig, op.25

### Werken voor gitaar
- 1988 Fünf Stücke, voor gitaar, op. 138

### Werken voor blokfluiten
- 1978 Vier Echostücke
- Lieder der Stille

## Publicaties
- Michael Schenk: Zwischen Ideologie und Innovation. Eberhard Werdin und die Bedeutung der Musikpraxis in Schulmusik und Musikschule der Nachkriegszeit. Essen 2001, ISBN 3-89206-059-2